# Вест-Спрінгфілд (Массачусетс)
Вест-Спрінгфілд (англ. West Springfield) — місто (англ. city) в США, в окрузі Гемпден штату Массачусетс. Населення — 28 835 осіб (2020).

## Географія
Вест-Спрінгфілд розташований за координатами 42°7′32″ пн. ш. 72°38′59″ зх. д. / 42.12556° пн. ш. 72.64972° зх. д. (42.125451, -72.649734).  За даними Бюро перепису населення США в 2010 році місто мало площу 45,38 км², з яких 43,29 км² — суходіл та 2,09 км² — водойми.

## Демографія
Згідно з переписом 2010 року, у місті мешкала 28 391 особа в 12 124 домогосподарствах у складі 7119 родин. Густота населення становила 626 осіб/км².  Було 12697 помешкань (280/км²).
Расовий склад населення:
| - 86,3 % — білих - 4,4 % — азіатів - 3,3 % — чорних або афроамериканців - 0,2 % — корінних американців - 3,4 % — осіб інших рас |

До двох чи більше рас належало 2,3 %. Частка іспаномовних становила 8,7 % від усіх жителів.
За віковим діапазоном населення розподілялося таким чином: 21,1 % — особи молодші 18 років, 63,8 % — особи у віці 18—64 років, 15,1 % — особи у віці 65 років та старші. Медіана віку мешканця становила 40,4 року. На 100 осіб жіночої статі у місті припадало 95,3 чоловіків;  на 100 жінок у віці від 18 років та старших — 93,0 чоловіків також старших 18 років.
Середній дохід на одне домашнє господарство  становив 67 740 доларів США (медіана — 54 585), а середній дохід на одну сім'ю — 81 120 доларів (медіана — 68 272). Медіана доходів становила 53 899 доларів для чоловіків та 40 411 долар для жінок. За межею бідності перебувало 10,9 % осіб, у тому числі 13,7 % дітей у віці до 18 років та 6,8 % осіб у віці 65 років та старших.
Цивільне працевлаштоване населення становило 13 886 осіб. Основні галузі зайнятості: освіта, охорона здоров'я та соціальна допомога — 26,2 %, роздрібна торгівля — 14,2 %, виробництво — 10,6 %, фінанси, страхування та нерухомість — 8,5 %.